# MTV Unplugged NYC 1997
MTV Unplugged NYC 1997 ist ein Livealbum des US-amerikanischen R&B-Musikers Kenneth „Babyface“ Edmonds, das am 25. November 1997 bei Epic Records erschien. Musiker wie Eric Clapton und Stevie Wonder wirkten auf dem Album mit.

## Rezeption und Kritikerstimmen
Kritiker Stephen Thomas Erlewine von der Musikwebsite Allmusic vermerkte, dass es für den Einzelnen interessant, aber im Großen und Ganzen ein enttäuschend bescheidenes Album sei. Insgesamt vergab Erlewine drei der fünf möglichen Bewertungseinheiten für das Album. Entertainment-Weekly-Kritiker äußerten sich negativ zum Album und fügten hinzu, dass die beiden Stars Eric Clapton und Stevie Wonder das sehr elektrische Set retten. Jon Parles von der New York Times lobte das Album. Elysa Garnder von der Los Angeles Times vergab drei von vier Sternen für das Livealbum.

## Titelliste
| Nr.          | Titel                                                                | Autor(en)                                     | Länge |
| ------------ | -------------------------------------------------------------------- | --------------------------------------------- | ----- |
| 1.           | Change the World (feat. Eric Clapton)                                | Tommy Sims, Gordon Kennedy, Wayne Kirkpatrick | 7:33  |
| 2.           | Talk to Me (feat. Eric Clapton)                                      | Kenneth Edmonds                               | 6:32  |
| 3.           | Whip Appeal                                                          | Kenneth Edmonds, Perri Reid                   | 4:38  |
| 4.           | Breathe Again (feat. Shanice)                                        | Kenneth Edmonds                               | 2:49  |
| 5.           | Exhale (Shoop Shoop) (feat. Sheila E.)                               | Kenneth Edmonds                               | 3:57  |
| 6.           | I’ll Make Love to You / End of the Road                              | Kenneth Edmonds, L.A. Reid, Daryl Simmons     | 5:56  |
| 7.           | I Care About You (feat. K-Ci & JoJo, Kevon Edmonds & Melvin Edmonds) | Kenneth Edmonds                               | 5:05  |
| 8.           | The Day (That You Gave Me a Son)                                     | Kenneth Edmonds                               | 7:59  |
| 9.           | Gone Too Soon (feat. Stevie Wonder)                                  | Larry Grossman, Buz Kohan                     | 5:08  |
| 10.          | How Come, How Long (feat. Stevie Wonder)                             | Kenneth Edmonds, Stevie Wonder                | 9:30  |
| Gesamtlänge: | Gesamtlänge:                                                         | Gesamtlänge:                                  | 63:11 |

## Charterfolge und Verkaufszahlen
Das Album belegte in den Vereinigten Staaten Platz 106 der Billboard 200 und Rang 33 der Billboard-Top-R&B/Hip-Hop-Albumcharts. Die Single How Come, How Long erreichte Platz 31 der Billboard Mainstream Top 40. In Japan erreichte das Album Position 24 der Japanese Oricon Albums Chart.
Verkaufszahlen
| Land / Verband            | Zertifizierung | Verkäufe | Quelle |
| Japan (RIAJ)              | Platin         | 200.000+ | [ 6 ]  |
| Kanada (MC)               | Gold           | 50.000+  | [ 7 ]  |
| Vereinigte Staaten (RIAA) | Gold           | 500.000+ | [ 8 ]  |